# Municipio de Edneyville
El municipio de Edneyville (en inglés: Edneyville Township) es un municipio ubicado en el  condado de Henderson en el estado estadounidense de Carolina del Norte. En el año 2010 tenía una población de 4.734 habitantes.

## Geografía
El municipio de Edneyville se encuentra ubicado en las coordenadas 35°24′52.42″N 82°19′25.42″O / 35.4145611, -82.3237278.